# Planetaire nevel

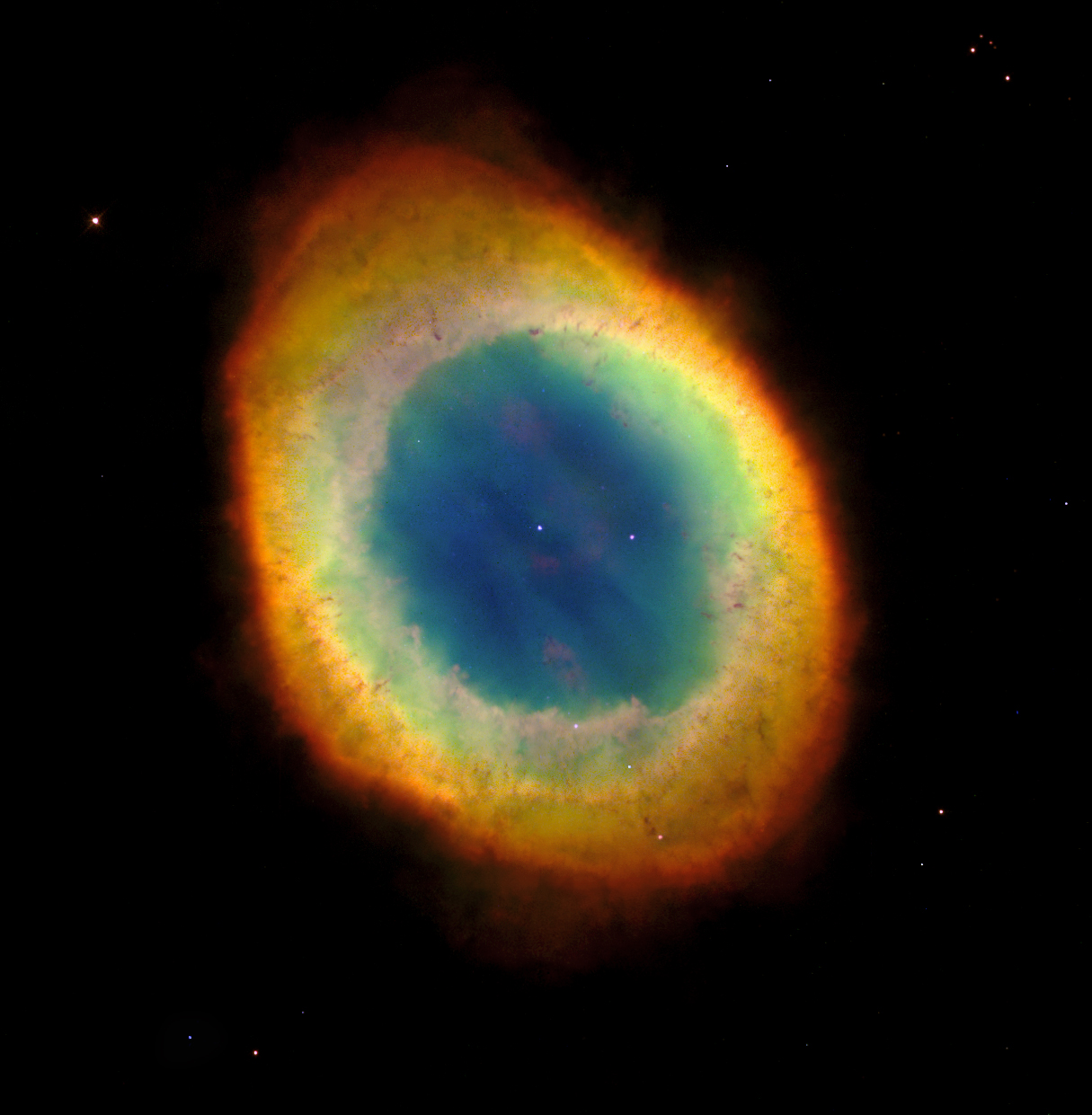
M57, de Ringnevel. Dit is een combinatie van drie opnames. Blauw is geïoniseerd helium, groen geïoniseerde zuurstof, en rood geïoniseerde stikstof.

Een planetaire nevel is een uitdijende gasschil in de ruimte geproduceerd door sterren met een massa tussen 1 en 8 zonsmassa's aan het eind van hun leven in de reuzentak van het Hertzsprung-Russelldiagram. Het is een emissienevel die vooral bestaat uit geïoniseerd gas.

## Ontdekking
De eerste persoon die hun bestaan ontdekte was Charles Messier in 1764, namelijk de Halternevel die hij omschreef als een ovale nevel zonder sterren. In 1999 waren 1510 planetaire nevels bekend in het melkwegstelsel en veel meer in andere sterrenstelsels. De dichtstbijzijnde planetaire nevel is de Helixnevel op een afstand van 655 lichtjaar.

## Naam
De naam planetaire nevel werd in 1784 of 1785 door William Herschel aan deze objecten gegeven. Hun vorm lijkt op die van de grote planeten wanneer ze met een kleine telescoop waargenomen worden, maar ze zijn in werkelijkheid niet gerelateerd aan planeten, laat staan aan de planeten in het zonnestelsel. Herschels benaming planetaire nevel is daarom strikt genomen niet correct, maar wordt tot op de dag van vandaag gehanteerd. Overigens had ook Messier geen gelijk, omdat planetaire nevels –zoals de Halternevel– weliswaar geen (zichtbare) planeten bevatten, maar wel een centrale ster.

## Eigenschappen

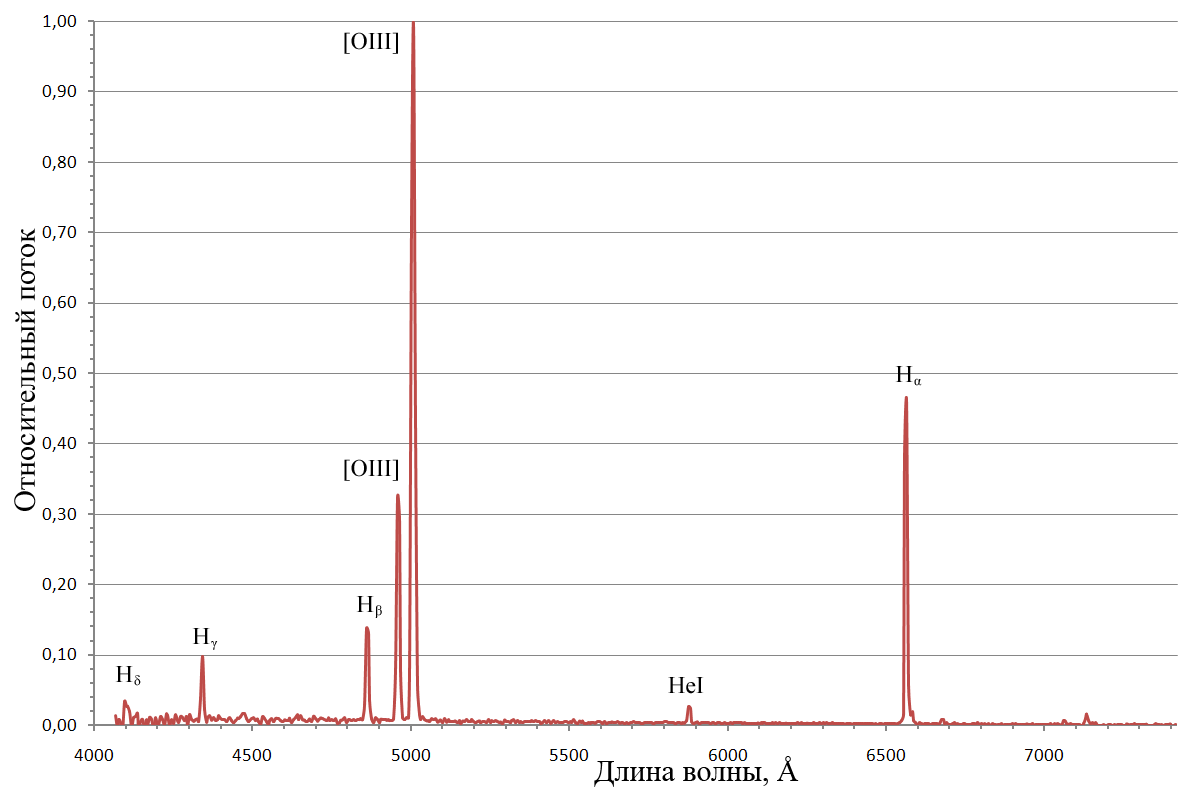
Voorbeeld van een spectrum van een planetaire nevel (NGC 6826) met sterke verboden zuurstoflijnen bij 500,7 nm.

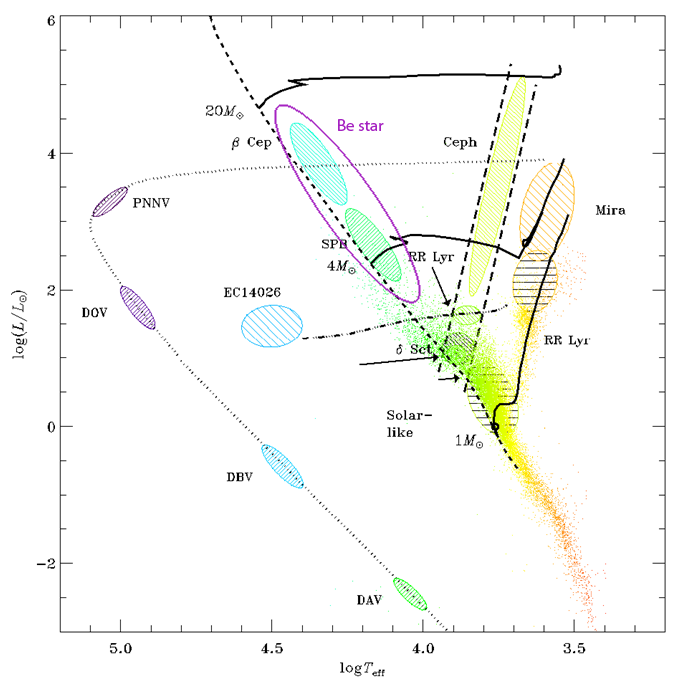
Centrale sterren van planetaire nevels bevinden zich rond de positie aangegeven met PNNV in het Hertzsprung-Russelldiagram. Jongere planetaire nevels bevinden zich meer naar rechts langs de stippellijn en oudere nevels meer naar beneden in de richting van de witte dwergen (DOV)

Een planetaire nevel ontstaat als een ster tijdens haar laatste levensfase (als de ster rode reus is) een veelkleurige gasnevel uitstoot door middel van sterke pulsaties en een sterke sterrenwind. Er is een tussenstadium wat protoplanetaire nevel genoemd wordt. In deze nevels is het gas nog niet geïoniseerd omdat de centrale ster nog niet heet genoeg is. Daarom zijn dit reflectienevels.
Planetaire nevels ontstaan uit sterren met een massa tussen 0,5 en 8 zonnemassa's, terwijl zwaardere sterren hun leven eindigen met een supernovaexplosie. 
Planetaire nevels expanderen met een snelheid van gemiddeld 42 km/s. Hieruit kan een leeftijd tot enkele 10.000 jaar berekend worden. 
De centrale ster van een planetaire nevel kan een oppervlaktetemperatuur hebben van 200.000 graden. Na enkele tienduizenden jaren koelt de ster af en wordt een witte dwerg. De ster evolueert langs de stippellijn in het Hertzsprung-Russelldiagram (rechts). Vergeleken met een levensduur van een typische ster van enkele miljarden jaren is de levensduur van een planetaire nevel daarmee klein.
De veelkleurigheid van planetaire nevels is het gevolg van verschillen in de verdeling over de nevels van de intensiteit van verschillende emissielijnen. Een planetaire nevel is erg helder, vooral op een golflengte van 500,7 nanometer, waar dubbel geïoniseerde zuurstofatomen een min of meer groene gloed veroorzaken. Hij is zo helder dat we hem zelfs in behoorlijk verre sterrenstelsels nog kunnen onderscheiden, waar waarnemingen onder andere gebruikt kunnen worden om hun chemische samenstelling te bepalen. Een typische planetaire nevel heeft een diameter tot een lichtjaar (of kleiner). Het gas in de nevel heeft een dichtheid van enkele honderden tot enkele tienduizenden deeltjes (vooral waterstof) per kubieke centimeter. Er zijn ongeveer 3000 planetaire nevels in het Melkwegstelsel gecatalogeerd. Er wordt echter geschat dat de Melkweg (dat 200 miljard sterren bevat) een slordige 15 000 planetaire nevels rijk is. 
Planetaire nevels zijn belangrijk voor ons begrip van de chemische evolutie van het Melkwegstelsel. Ze bevatten gas dat uitgestoten wordt door sterren en verrijkt is met zwaardere elementen zoals koolstof, zuurstof, stikstof en silicium die gevormd zijn door nucleosynthese.

### Morfologie
Slechts ongeveer 20% van de planetaire nevels zijn sferisch symmetrisch, zoals Abell 39. Verder wordt een grote hoeveelheid vaak zeer complexe vormen gevonden. De nevels worden geclassificeerd door verschillende onderzoekers als: stervormig, schijfvormig, ringvormig, elliptisch, onregelmatig, helix, bipolair, quadropolair, en meer, hoewel de meerderheid tot drie soorten behoort: sferisch, elliptisch, en bipolair. De bipolaire nevels vertonen de sterkste concentratie naar het vlak van het Melkwegstelsel, en hun voorlopers zijn daarom relatief jonge massieve sterren. Daarentegen worden de sferische nevels waarschijnlijk geproduceerd door oude sterren zoals de Zon. De grote verscheidenheid aan vormen is gedeeltelijk een projectie-effect - dezelfde nevel zal er verschillend uitzien wanneer hij wordt waargenomen vanaf verschillende richtingen. Echter worden de verschillende vormen nog niet echt begrepen. Ze kunnen veroorzaakt worden door gravitationele interactie als de centrale ster behoort tot een dubbelster-systeem. Een andere mogelijkheid is dat de uitstroom van gas beïnvloed wordt door planeten. Massievere sterren produceren onregelmatigere nevels. Ook is het mogelijk dat de vorm van de nevel beïnvloed wordt door magneetvelden.

De morfologie van planetaire nevels
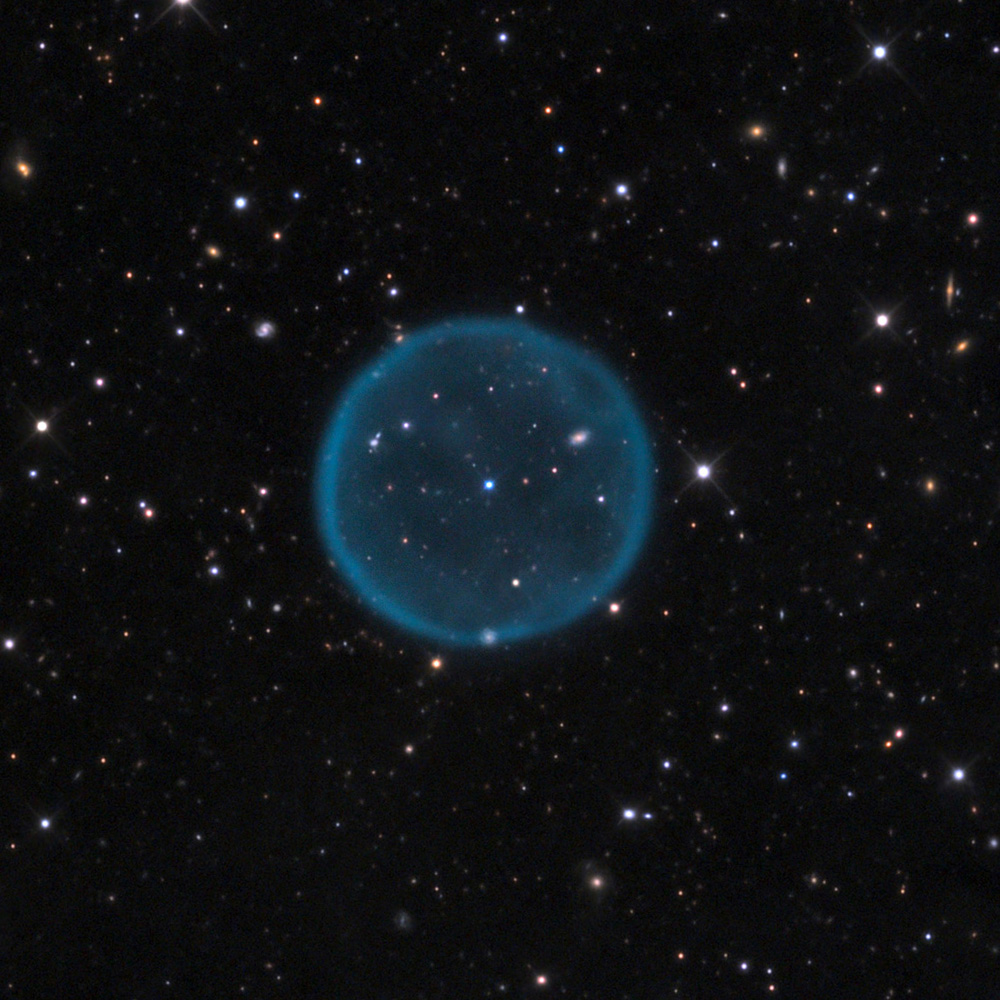
Abell 39, een sferische nevel
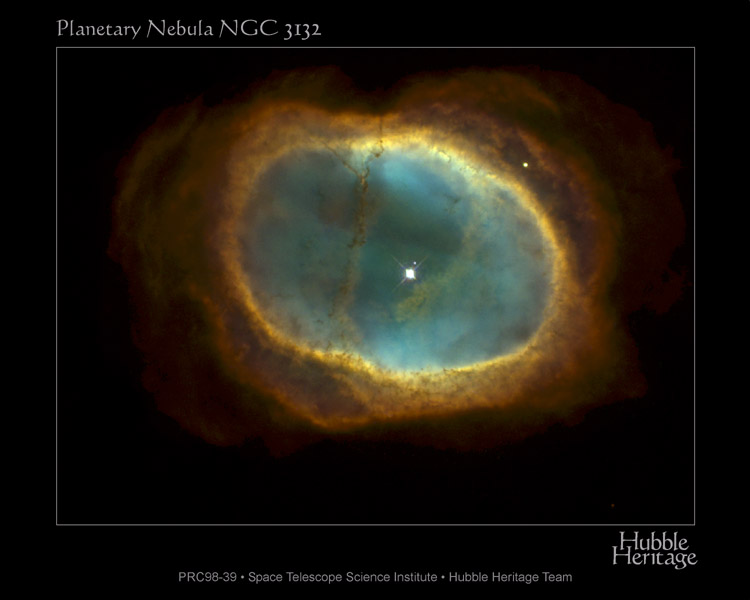
NGC 3132, een elliptische nevel
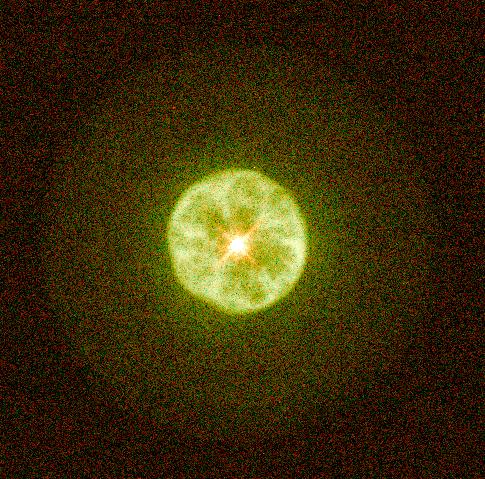
IC 3568, een schijfvormige nevel
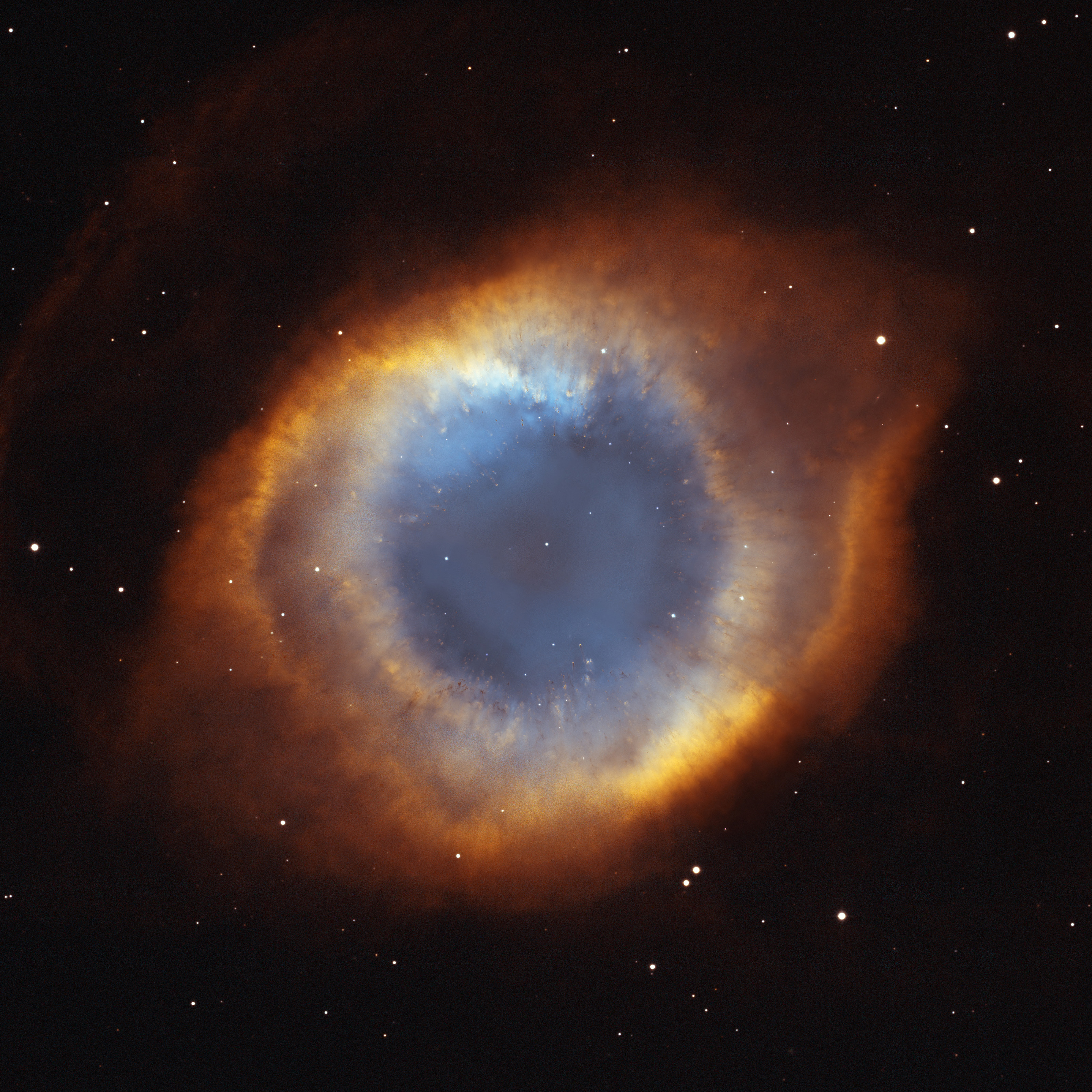
NGC 7293, de helixnevel
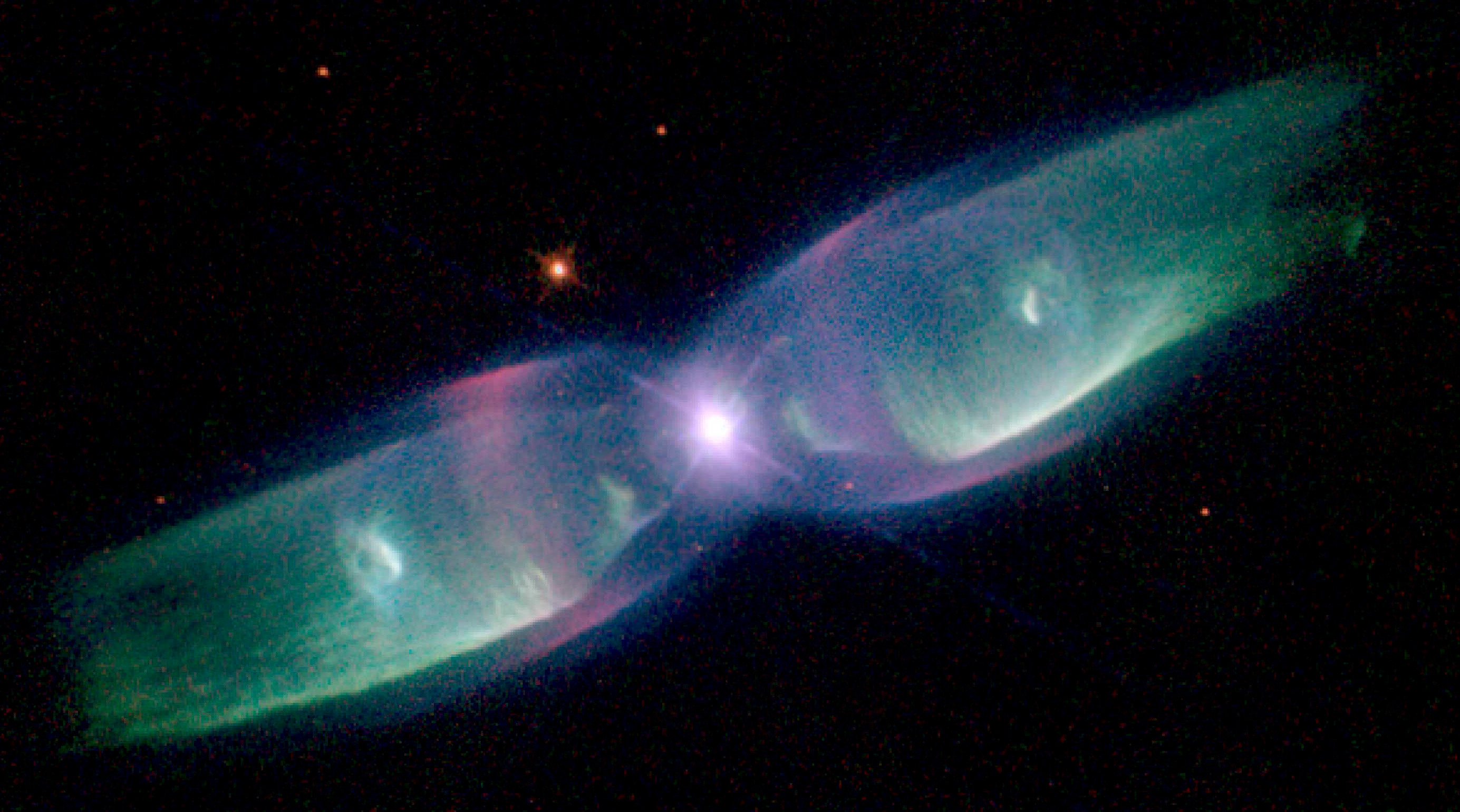
M2-9, een bipolaire nevel
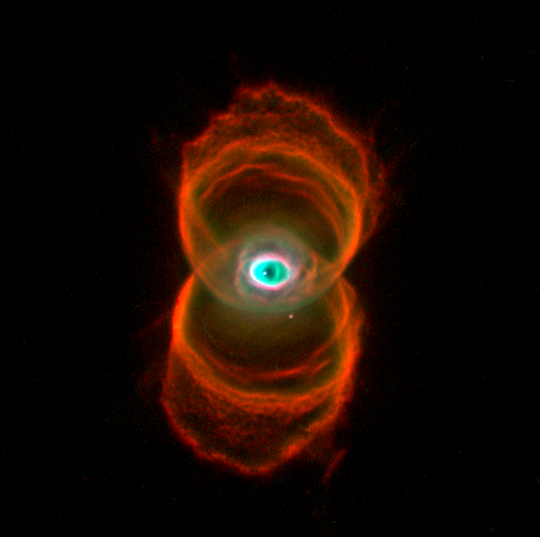
MyCn18
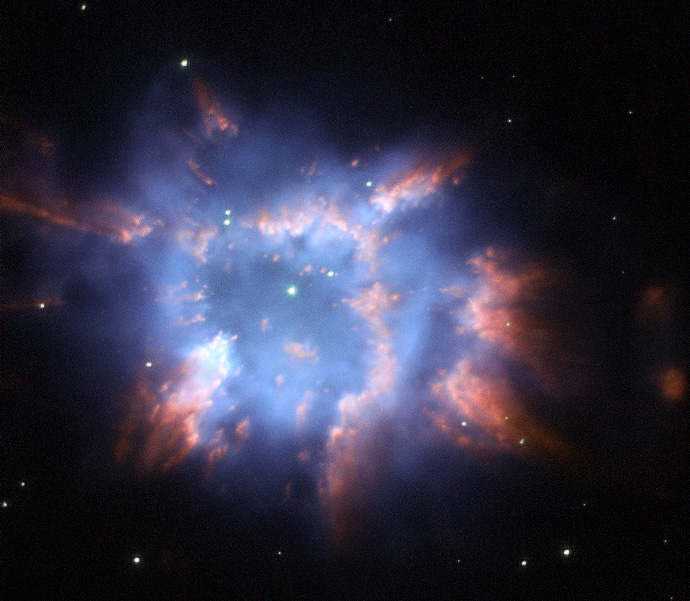
NGC 6326
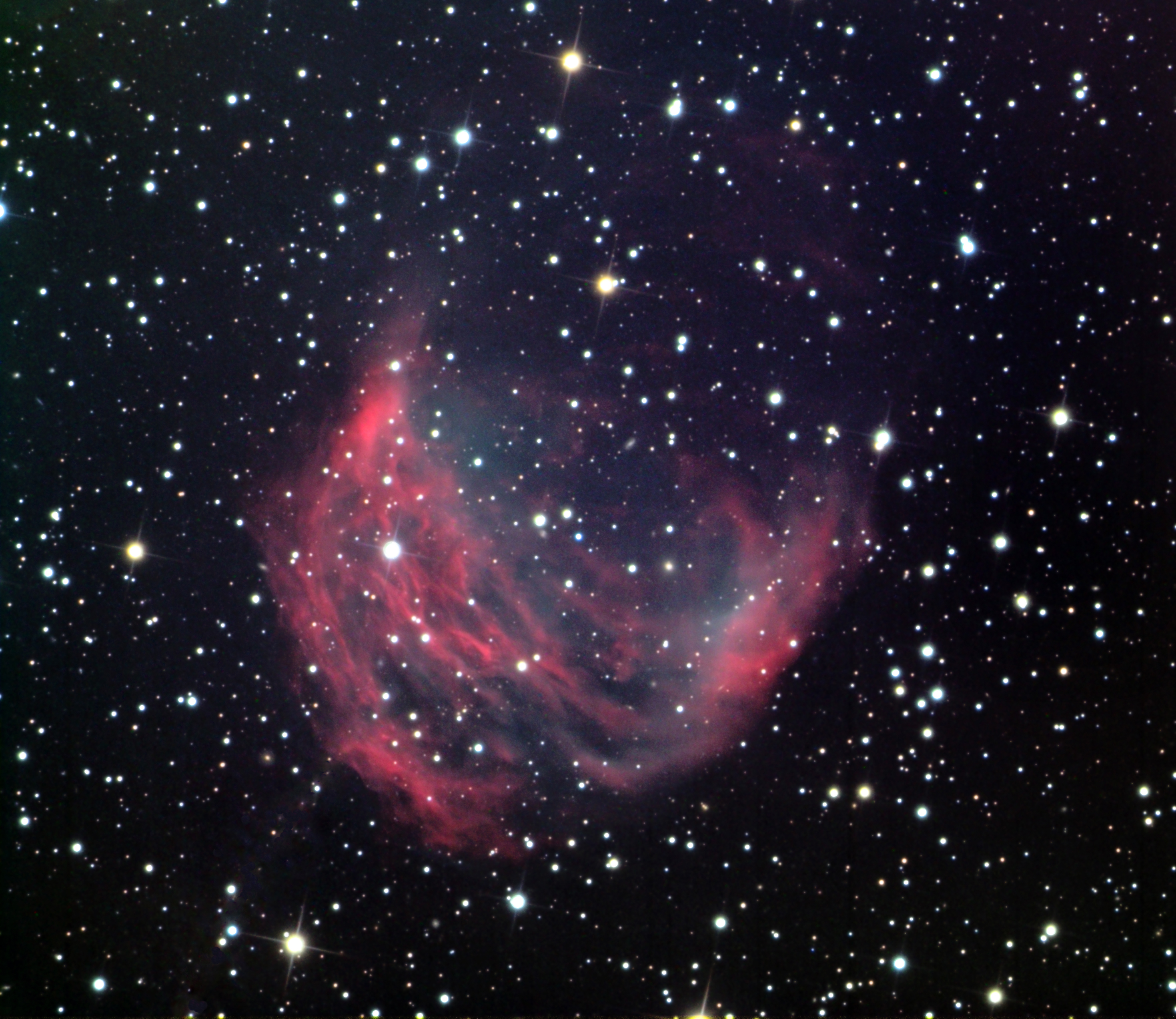
Abell 21

## Spectroscopisch experiment voor de amateur astronoom
Robert Burnham, Jr. beschrijft in diens standaardwerk Burnham's Celestial Handbook een vrij eenvoudige techniek om, met behulp van een diffractiefilter aan de telescoop, de discontinue spectra van planetaire nevels te zien te krijgen. 